# جوناثان ويلسون (كاتب)
جوناثان ويلسون (بالإنجليزية: Jonathan Wilson)‏ هو كاتب بريطاني، ولد في 26 فبراير 1950 في لندن في المملكة المتحدة.

## وصلات خارجية
- جوناثان ويلسون على موقع IMDb (الإنجليزية)
- جوناثان ويلسون على موقع قاعدة بيانات الفيلم (الإنجليزية)